# Сорока, Александр Семёнович
Александр Семёнович Сорока (1 сентября 1924, Райгородок — 21 июля 1983) — советский военнослужащий, старшина, полный кавалер Ордена Славы.

## Биография
Родился 1 сентября 1924 года в посёлке городского типа Райгородок Славянского района Донецкой области. Украинец. Окончил 7 классов.
В марте 1944 года призван в Красную Армию Баштанским райвоенкоматом Николаевской области и направлен пулемётчиком в 227-й гвардейский стрелковый полк 79-й гвардейской стрелковой дивизии 8-й гвардейской армии 3-го Украинского фронта. Участвовал в освобождении Одессы и боях на Днестре. В июне 1944 года дивизия в составе армии была переброшена на 1-й Белорусский фронт и воевала на Ковельском направлении, форсировала реки Западный Буг и Висла, вела бои на магнушевском плацдарме.
5 августа 1944 года командир пулемётного расчёта гвардии красноармеец Сорока с расчётом при отражении вражеской контратаки в районе населённого пункта Выборув, будучи окружённым немецкими пехотинцами, уничтожил до 15 противников и пробился через боевые порядки противника. Продолжал сражаться несмотря на полученное ранение.
Приказом командира 79-й гвардейской стрелковой дивизии от 12 сентября 1944 года за мужество, проявленное в боях с врагом, гвардии красноармеец Сорока награждён орденом Славы 3-й степени.
Во время боёв на плацдарме Сорока был переведён в артиллерийский расчёт. Вновь отличился во время Висло-Одерской операции.
В наступательных боях с 14 по 17 января 1945 года северо-западнее города Радом командир 45-миллиметрового орудия гвардии красноармеец Сорока в составе расчёта поразил самоходное орудие, три автомашины противника и 25 солдат и офицеров врага.
Приказом по 8-й гвардейской армии от 15 апреля 1945 года гвардии красноармеец Сорока награждён орденом Славы 2-й степени.
В дальнейшем Сорока участвовал в форсировании Одера, боях на кюстринском плацдарме, блокировании и уничтожении кюстринской группировки противника, штурме Берлина. За период с 30 апреля по 1 мая 1945 года командир орудия гвардии сержант Сорока с расчётом в боях за Берлин уничтожил четыре автомашины с боеприпасами, три пулемёта и около 10 вражеских солдат.
Указом Президиума Верховного Совета СССР от 15 мая 1946 года за мужество, отвагу и героизм, проявленные в борьбе с захватчиками, гвардии сержант Сорока Александр Семёнович награждён орденом Славы 1-й степени.
В феврале 1947 года старшина Сорока был демобилизован. После возвращения домой работал такелажником на Славянском содовом комбинате.
Награждён орденами Отечественной войны 2-й степени, Славы 1-й, 2-й и 3-й степени, медалями.
Умер 21 июля 1983 года.